# Moran, Texas
Moran là một thành phố thuộc quận Shackelford, tiểu bang Texas, Hoa Kỳ. Năm 2010, dân số của xã này là 270 người.

## Dân số
- Dân số năm 2000: 233 người.
- Dân số năm 2010: 270 người.